# Klokan pademelon
Klokan pademelon (Thylogale thetis) je druh lesního klokana, který se vyskytuje při východním pobřeží Austrálie od jižního konce Queenslandu po střední oblasti východního Nového Jižního Walesu.

## Systematika
Druh formálně popsal francouzský přírodovědec Rene Primevere Lesson v roce 1828. Klokan pademelon se řadí do rodu Thylogale a čeledi klokanovití. Název pandemelon se v angličtině používá jako běžné rodové jméno zástupců rodu Thylogale.

## Výskyt
Klokan pademelon je endemický východní Austrálii, kde se vyskytuje od nejjižnějšího cípu Queenslandu (národní park Lamington) po střední oblasti východního Nového Jižní Walesu.

## Popis
Výška klokana je kolem 29–62 cm, ocas měří 27–51 cm. Samci bývají o cca 20 % větší než samice. Váha samců se pohybuje kolem 7 kg, u samic to je 3,8 kg. Klokan pademelon je shora hnědošedý, spodina je bílá. Krk a ramena jsou načervenalé. Tato červená barva patří k zásadním rozlišovacím znakům od klokana znamenaného (Thylogale stigmatica).

## Biologie

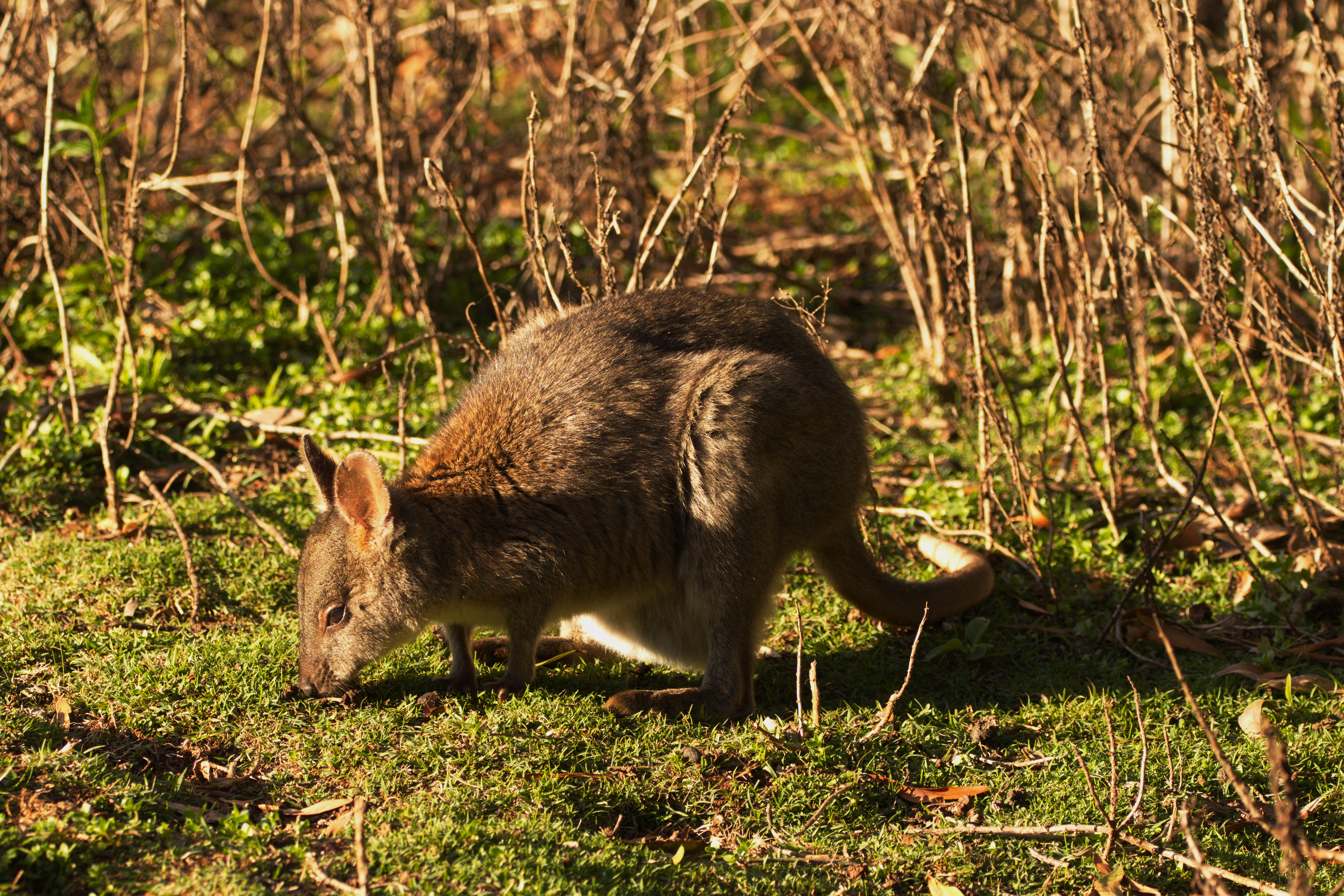
Klokan pademelon při pastvě

Klokan pademelon má velmi plachou povahou. Jedná se převážně o soumračného až nočního živočicha, co se před den skrývá v lese poblíž vhodné pastvy a za soumraku vychází z lesa na paloučky a louky, kde se krmí trávou a křovinatou vegetací. Tato potravní strategie mu umožňuje dobře využít potravní zdroje. V lese je populace klokanů poměrně roztříštěna, avšak na loukách a paloucích se objevuje v početných skupinách. Potravu sbírá předními končetinami. Domovské okrsky se pohybují kolem 5–30 hektarů.  K predátorům patří lišky, dingové a draví ptáci. Stanoviště druhu tvoří sklerofilní lesy a deštné pralesy.
V divoké přírodě samice pohlavně dospívají nejdříve ve stáří 17 měsíců, v zajetí to může být o několik měsíců dříve. Mohou se rozmnožovat po celý rok, nejčastěji však dochází k vrhům mláďat na podzim a na jaře. Samice rodí pouze 1 mládě, které se po narození vydrápe do matčina vaku, kde se přisaje na jednu z jejích 4 bradavek. Zůstává ve vaku kolem 6 měsíců, načež vak opouští, avšak nadále se krmí mateřským mlékem po dobu jednoho měsíce. V době pobytu ve vaku mláďata komunikují s matkou pomocí vysoce položeného sykavého pištění. Samice vydává opakované klikací zvuky. Samec i samice dokáží vydávat také hrdelní vrčení, kterým se ozývají v případě ohrožení.

## Ohrožení a ochrana
Mezinárodní svaz ochrany přírody druh hodnotí jako málo dotčený. Klokana pademelona nic vážně neohrožuje a jeho populace je stabilní a v některých oblastech je natolik běžný, že je dokonce považován za zemědělského škůdce. Druhu patrně prospívá i to, že je do značné míry tolerantní vůči proměnám habitatu a že se vyskytuje v řadě chráněných území.